# しおりごと -BEST-
『しおりごと -BEST-』は、2018年1月31日にBeingから発売された新山詩織のベスト・アルバム。

## 概要
デビュー5周年を記念したベスト・アルバム。初回限定盤には、デビュー前に撮影された「だからさ 〜acoustic version〜」のミュージックビデオを含むこれまでに制作されたすべてのMVを収めたDVDが付属する。

## 収録曲
1. ゆれるユレル
（作詞：新山詩織 / 作曲：新山詩織、RYOTARO / 編曲：笹路正徳）
2. Don't Cry
（作詞・作曲：新山詩織 / 編曲：笹路正徳）
3. ひとりごと
（作詞：新山詩織 / 作曲：吉木絵里子 / 編曲：笹路正徳）
4. 今　ここにいる
（作詞：新山詩織 / 作曲：h-wonder / 編曲：笹路正徳）
5. 絶対
（作詞・作曲：新山詩織 / 編曲：笹路正徳）
6. ありがとう
（作詞：新山詩織 / 作曲：山下洋介 / 編曲：笹路正徳）
シングル収録のものとは異なり、笹路の編曲による別バージョンで、ギターを秋山健介が、ドラムを河村“カースケ”智康が担当している。
7. 隣の行方
（作詞：新山詩織 / 作曲：小林章太郎 / 編曲：楠野功太郎）
8. もう、行かなくちゃ。
（作詞：新山詩織 / 作曲：小澤正澄 / 編曲：笹路正徳）
9. あたしはあたしのままで
（作詞：新山詩織 / 作曲：野崎心平 / 編曲：島田昌典）
10. 恋の中
（作詞・作曲：福山雅治 / 編曲：福山雅治、井上鑑）
11. 糸
（作詞・作曲：中島みゆき / 編曲：笹路正徳）
原曲：中島みゆき
12. Snow Smile
（作詞：新山詩織 / 作曲・編曲：楠野功太郎）
13. さよなら私の恋心
（作詞：新山詩織、Chara / 作曲・編曲：Chara）
14. だからさ〜acoustic version〜
（作詞・作曲：新山詩織 / 編曲：笹路正徳）
ボーナストラック

### 初回限定盤DVD
1. ゆれるユレル
2. Don't Cry
3. ひとりごと
4. 今　ここにいる
5. 絶対
6. ありがとう
7. 隣の行方
8. あたしはあたしのままで
9. Snow Smile
10. さよなら私の恋心
11. だからさ 〜acoustic version〜

## レコーディング参加
- 新山詩織 - ボーカル、ギター
  - 土方隆行 - ギター
  - 秋山健介 - ギター
  - 楠野功太郎 - ギター、プログラミング
  - 藤井謙二（The Birthday） - ギター
  - 福山雅治 - ギター
  - 名越由貴夫 - ギター
  - 美久月千晴 - ベース
  - SHIZUKA（Chelsy） - ベース
  - 高水健司 - ベース
  - 柳原旭 - ベース
  - Shigekuni - ベース
  - 河村“カースケ”智康 - ドラム
  - AMI（Chelsy） - ドラム
  - 玉田豊夢 - ドラム
  - 山木秀夫 - ドラム
  - 橋谷田真 - ドラム
  - 神谷洵平 - ドラム
  - 笹路正徳 - ピアノ、オルガン、ギター、タンバリン
  - 島田昌典 - オルガン、タンバリン、プログラミング
  - 井上鑑 - ピアノ、オルガン
  - 金原千恵子ストリングス - ストリングスセクション
  - 篠崎正嗣ストリングス - ストリングスセクション
  - 大先生室屋ストリングス - ストリングスセクション
  - Mar.na - コーラス